# Star Modelo Z-84
A Star Z-84 era uma submetralhadora espanhola de fogo seletivo originalmente fabricada pela extinta Star Bonifacio Echeverria, S.A. A Z-84 é uma arma robusta e bem projetada que nunca teve alta produção devido à política. Originalmente fabricada para uso por nadadores de combate, a Z-84 poderia ser usada fora d'água, sem qualquer necessidade de drenar as peças ou o carregador, conhecido como capacidade over-the-beach ou OTB.

## História
A Z-75 era a moderno submetralhadora de 3ª geração da Star, com câmara para o cartucho 9mm Largo. Ela se assemelhava superficialmente à Uzi e incorporou as características modernas vistas pela primeira vez no Sa vz. 23 da Tchecoslováquia, como um ferrolho telescópico, para reduzir o comprimento total. O receptáculo era de aço estampado, com um ferrolho de seção quadrada montado em trilhos internamente. Ela disparava de um ferrolho aberto do mesmo método que as armas anteriores usadas e tinha o mesmo comprimento de cano de 20 cm. Pesava 2,6 kg descarregada.
A Z-75 foi um projeto de desenvolvimento comercial que levou à quase idêntica Z-84 e a Z-75 nunca entrou em produção em massa.
A Star SA desenvolveu a arma após uma série bem-sucedida de submetralhadoras baseadas no projeto alemão da MP 40. Percebendo que não poderiam reconstruir a mesma arma repetidamente, eles construíram a Z-84 completamente do zero, usando projetos e engenharia modernos. O projetista-chefe da Z-84 foi Eduardo Iraegui.
Na época do projeto da Z-84, a Star estava construindo e exportando um grande número de armas baratas para os EUA. A proibição de armas de assalto de 1994 (agora revogada) proibiu a importação de muitos de seus projetos. Isto revelou-se desastroso para a Star e outros fabricantes de armas espanhóis e, em 1996, levou-os à falência.

## Desenvolvimento
A Z-84 é de 9mm Parabellum, operada por blowback, de fogo seletivo, capaz de disparo automático, de ferrolho aberto que deriva fortemente da Z-75. Ter poucas peças móveis torna-a uma arma muito simples de operar e manter. Feita principalmente de peças estampadas e fundidas, pouca usinagem é necessária para produzir a arma. Ela usa um ferrolho telescópico, o que significa que o ferrolho realmente avança sobre o cano por 3". Isso permite um comprimento total mais curto, mantendo um cano longo para melhor precisão. Foi pioneiro pela primeira vez na submetralhadora Sa vz. 23 da Tchecoslováquia, o ferrolho telescópico tornou-se um elemento constante em muitas das submetralhadoras de projeto moderno de hoje, sendo empregado em armas de fogo como a Uzi israelense e a Beretta M12 italiana.
Uma coronha de metal dobrável e resistente ajuda a arma a ganhar precisão quando disparada do ombro e possui uma trava de segurança no gatilho. As miras são protegidas por grandes orelhas de aço e são ajustáveis; a alça de mira é uma mira dióptrica com configurações de 100 e 200 metros e a massa de mira é ajustável para vento e elevação.

## Variantes
Existem duas variantes da arma:
1. "Corto", a versão de cano curto com cano de 215 mm, miras de ferro diferentes (semelhante à do CETME L) e foi projetada originalmente para a Guardia Civil cumprir seus requisitos.[3]
2. "Largo", a versão padrão com cano mais longo, 270 mm de comprimento.[3]

## Operadores
- Irão: Exército dos Guardiães da Revolução Islâmica e as Forças Especiais da Marinha Sepah.[4] Relatado ter sido produzida sem licença da Star.[4]
- Espanha: Grupo de mergulhadores de combate UEBC da Armada Espanhola.[3]

### Ex-operadores
- Malásia: Anteriormente na Polícia Real da Malásia, agora em exibição no Museu da Polícia.[5]

## Galeria

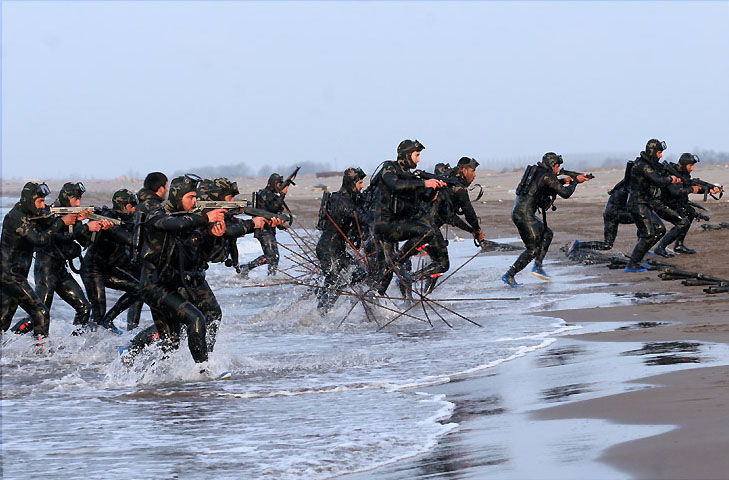
Homens-rãs da Marinha dos Guardiães da Revolução Islâmica, em sua maioria equipados com submetralhadoras Z-84 em um exercício anfíbio dos jogos de guerra do Grande Profeta IX